# De Cock en de stervende wandelaar
De Cock en de stervende wandelaar is het elfde deel van de detectivereeks De Cock van de Nederlandse auteur Appie Baantjer waarin rechercheurs Jurriaan 'Jurre' de Cock en Dick Vledder de moord oplossen op een student die dood in de gevangeniscel wordt gevonden. Het boek speelt zich af in een gegoed studentenmilieu en dispuutgenootschap in Amsterdam begin jaren zeventig.

## Verhaal
De ziek ogende en dronken 32e jarige student Alex Delszsen, wordt na ampele overweging door hoofdagent Kraaijenbrink en agent De Vries in hun surveillancewagen gezet. Ze zagen hem staan wankelen voor een etalageruit aan het Damrak. Op het bureau Warmoesstraat wordt hij volgens voorschrift van dienstdoend brigadier Bijkerk na te zijn gefouilleerd geparkeerd in een van de speciale dronkemanscellen. Juist als in het begin van de nacht het gesnurk in de cel lijkt gestopt, vindt agent Van Beveren hem dood in zijn cel. Rechercheur Vledder heeft de piketdienst, maar die vraagt via commissaris Buitendam uitdrukkelijk om assistentie van zijn collega De Cock. Deze actie brengt laatstgenoemde in een bijzonder onprettig humeur. Dick Vledder heeft dan ook de grootste moeite om zijn collega uit te leggen dat zijn gevoel hem zegt dat de dronken dode is vermoord. Na een ruime discussie onder nachtelijk gezette koffie, weet De Cock wel voor zeker dat een dode in een politiecel sowieso veel negatieve publiciteit geeft. Alex blijkt te wonen aan de Brouwersgracht 317 te Amsterdam, in een bekend studentenhuis, dat het dispuut ‘Hora ruit’ huisvest. Verder is Dick Vledder geïntrigeerd door twee kaartjes voor de Stadsschouwburg voor William Shakespeare zijn “Much Ado About Nothing” van afgelopen avond half negen.
Commissaris Buitendam lijdt de volgende ochtend onder de berichtgeving in de pers. Hij doet zijn beklag tegenover rechercheur De Cock, omdat het ochtendblad meldt dat de politie het genie Delszsen opzettelijk heeft laten creperen in een kale politiecel in opdracht van een reactionaire regering. Deze keer beargumenteert commissaris Buitendam omstandig dat als Alex werd vermoord, deze zaak tot de bodem moet worden uitgezocht. De Cock kan rustig met een zoete glimlach om de mond in alle rust de kamer van zijn chef verlaten. Terug bij Dick Vledder is zijn collega het wel met Buitendam eens. Dokter Rusteloos zag tijdens de sectie aanwijzingen voor vergiftiging, maar het definitieve bewijs mag drs. Eskes van het gemeentelaboratorium verschaffen. Door het ontbreken van punctieplekken staat wel vast dat het vergif niet is geïnjecteerd. De Cock gaat zijn goede vriend Eskes zelf maar eens opzoeken voor een eerste uitslag. Na een inleidende discussie over de succesvolle staat van dienst van De Cock, laat zijn gesprekspartner het woord “di-ethylparanitrofenylthiofosfaat” vallen, beter bekend als parathion. Een kwart gram is al dodelijk. Alex had trouwens ook nog eens 0,65 promille alcohol in zijn bloed, equivalent aan twee tot drie borrels. De discussie tussen Eskes en de Cock verbreedt zich tot gifmoorden in het algemeen, die veel vaker voorkomen dan De Cock denkt. Aan de hand van enige klassiekers zoals “Arsenicum en oude kant” en ‘’Goede Mie”, waarschuwt de politiedeskundige Eskes zijn collega nog eens voor de gifmoordenaar. Want die heeft vaak een vriendelijk masker!
Terug aan de Warmoesstraat brengt De Cock Dick Vledder op de hoogte. Hij had gelijk; het is moord! Hun gesprek neemt nu een vreemde wending. De Cock vindt dat Dick Vledder goed vooruit gaat en over een aantal jaar zelfstandig een moordonderzoek zou kunnen leiden. Maar Dick vindt dat een schromelijke onderschatting en claimt er nu al aan toe te zijn. Na ampele discussie dient De Cock zijn verzoek in bij commissaris Buitendam. Dick Vledder moet dit onderzoek zelfstandig gaan leiden. Na enig getouwtrek krijgt De Cock recht op één week van zijn achterstallige vakantie. Thuis vertelt hij aan zijn vrouw dat ze een week naar het huisje van collega Berendsen in Barsingerhorn gaan, om rustig te kunnen vissen. Want het zou een plek zijn waar de snoeken in de rij staan. Om dat te controleren gaat mevrouw De Cock en hond Bas mee in de Volkswagen. Alleen aan de Warmoesstraat begint Dick Vledder met het verhoor van de bewoners van het huis van het slachtoffer. Zijn eerste verhoor is van de sociologiestudent Emmanuel Archibald Shepherd, die meteen de vloer aanveegt met de geopperde moordtheorie. Er was juist de afgelopen tijd veel gediscussieerd over de toelaatbaarheid van zelfmoord. In het dispuut stonden Ernst Kluffert en Alex Delszsen hieromtrent lijnrecht tegenover elkaar. Ernst was principieel tegen, Alex legde uit hoe men soms voor kon zijn. Aan het eind van het gesprek mist Dick Vledder De Cock, want hij lijkt niets opgeschoten met dit verhoor. Biologie student Johan van Gelder beschuldigt vervolgens Alex ervan bewust zelfmoord met een landbouwpesticide te hebben gepleegd. Als fervent tegenstander van dit soort middelen, stelde hij zo een daad.
De Cock is zelf met vrouw en hond onderweg naar zijn vakantiehuis. Hoewel hij nooit lifters meeneemt doet hij het deze keer wel. Want deze lifter heeft een bord “Barsingerhorn” en dat is een vreemd verzoek. De Cock legt zijn lifter omstandig uit dat hij bewust zocht, want anders had hij wel een grote stad op zijn bord gezet. Die theorie blijkt te kloppen want de lifter maakt zich bekend als Hans van der Duijn. Hij bewoont een zolderkamer op de Brouwersgracht 317 en hij zegt een vriend van Alex te zijn. Hij wil dat de vermaarde rechercheur De Cock zijn vakantie afbreekt en zelf het moordonderzoek gaat leiden. Maar De Cock zet hem af bij het station Heerhugowaard en verzoekt hem in Amsterdam met rechercheur Vledder te gaan praten. Hans zegt eigenwijs zelf een onderzoek te gaan opzetten. De Cock beaamt dat het eenieder vrij staat het recht te dienen.
Bruingebrand keert na een week rechercheur De Cock terug aan de Warmoesstraat. De snoeken hebben zich niet laten zien, maar ook Dick Vledder is na een week onderzoek niets opgeschoten. Hij is dan ook dolblij dat De Cock weer terug is. Want de studenten zweren bij de zelfmoord van Alex Delszsen en huiszoeking heeft nog geen parathion opgeleverd. Maar hij heeft wel een caféhouder opgespoord, die Alex de bewuste avond drie cognackies heeft geschonken. En daar is De Cock nu weer blij mee. Want iemand die drie cognackies drinkt voelt zich rot. Alex wist dus niet dat hij was vergiftigd, ergo hij had het niet zelf gedaan. De Cock concludeert nu triomfantelijk dat Alex is vermoord, dus ze kunnen samen met een schone lei aan de slag. Dick Vledder legt nu de bewoning van het huis uit. Wim Haverman en Van Gelder op debel-etage. Ernst Kluffert en Hendrik Jan van Marle, student medicijnen, de tweede etage. Delszsen en Shepherd de derde etage. Beneden in het souterrain is de gezamenlijke keuken. Fijntjes voegt De Cock er nog een zolder aan toe, waar zijn lifter Hans van der Duijn verblijf houdt.
Wandelend over het zonnige Damrak legt De Cock aan Dick Vledder de gang van zaken bij een studentendispuut uit. Zo’n club heeft een factotum, een manusje-van-alles. Bij het dispuut van Alex heet de betreffende duvelstoejager toepasselijk Zorghdrager, en deze heer is best bereid wat met de rechercheurs te babbelen. Zo ook over een liefdesrelatie tussen Alex Delszsen en de zus van Kluffert. Maar Alex kwam om in de liefdesrelaties, die hem geestelijk en lichamelijk afmatte. Zelfs een hoertje Ella Rosseling raakte aan hem verslingerd en bediende hem gratis. Op de dag van Alex zijn dood heeft ze zelfs haar onderjurk op zijn kamer achtergelaten. Heer Zorghdrager weet het zeker omdat hij tegenover het pand aan de Brouwersgracht woont en gewoon was alles dat daar gebeurde netjes met een verrekijker gade te slaan. Hij weet nog te melden dat Alex en Ella samen koffie hebben gedronken, maar de kopjes zijn inmiddels omgewassen. Hij beschuldigt Ella van de moord op Alex.
De Cock en Vledder wandelen verder door naar juffrouw Kluffert. De dag van Alex zijn overlijden zouden ze samen naar de schouwburg gaan. Toen hij niet op kwam dagen wist ze dat het foute boel was. Vanwege haar broer durfde ze niet naar het pand aan de Brouwersgracht te gaan. Na een diepe ondervraging door De Cock beschuldigt ze haar broer van de moord op Alex. Terwijl De Cock en Vledder hun onderzoekingen met elkaar bespreken, meldt zich bij de wachtcommandant beneden een gewonde Hans van der Duijn. De Cock laat hem met spoed naar het Binnengasthuis overbrengen. Maar hij blijkt niet levensgevaarlijk gewond en student-criminoloog Hans legt de rechercheurs uit hoe de sfeer op het dispuut was. De twee grootste antagonisten waren Haverman en Delszsen. Hoewel Hans niet gezien heeft wie hem heeft gestoken, beschuldigt hij Haverman van de steekpartij en ook van de moord op Alex. Terug aan de Warmoesstraat discussiëren de twee rechercheurs door, totdat student Van Marle zich bij hen meldt. Hij meldt dat gisteravond een hysterische Van Duijn het dispuut op springen zette door te suggereren te weten wie Alex had vermoord. Naast de gewonde Van Duijn vond Van Marle later op die avond het bebloede mes van Kluffert. De Cock neemt ruim de tijd om met Hendrik Jan van Marle de discussies in het dispuut over zelfmoord en moord boven tafel te krijgen. Pikant detail is dat de medisch student Van Marle Alex een tonicum had voorgeschreven, om zijn teruglopende potentie op te krikken. Deze mededeling veroorzaakt kortsluiting bij rechercheur De Cock. Want in zijn vakantie had Dick Vledder het studentenhuis ondersteboven gehaald en geen tonicum aangetroffen. De Cock vermoedt als enige de nieuwe verblijfplaats van het tonicum en stormt met een volgende Dick Vledder in zijn kielzog de recherchekamer uit. Hendrik Jan laten ze verbouwereerd achter.
De twee rechercheurs vinden een fles tonicum bij een dode heer Zorghdrager. Deze keer had Dick Vledder de dolle rit door de stad eens als passagier meegemaakt. Maar de haast van De Cock was tevergeefs. En De Cock neemt het zichzelf kwalijk dat hij te laat het vergif heeft opgespoord. Dit hoewel heer Zorghdrager desgevraagd alleen diefstal van de onderjurk had toegegeven. Maar ook het tonicum werd door hem ontvreemd, in een ziekelijke poging Alex na te doen. Het etiket meldt dat het tonicum nieuwe levenskracht schenkt. Dick Vledder weet nu ook bijna zeker dat deze fles de parathion bevat. De twee rechercheurs gaan naar de overkant van de gracht om de studenten van de nieuwe feiten op de hoogte te brengen. In de kamer van de inmiddels verdwenen Wim Haverman betrappen ze een jonge vrouw, Louise van Camerijk met een lege koffer. Na een stevig verhoor door de Cock blijkt ze de ex-geliefde van Alex te zijn, maar nu is ze met Wim. Ze komt zijn kleren ophalen.
De Cock besluit dat hij toch maar langs moet gaan bij Smalle Lowietje voor een glas cognac. Zijn vraag naar Ella Rosseling brengt diepe denkrimpels bij Lowie, maar hij fabriceert toch een antwoord. Brabantse Truus, want die heeft van dat soort jonge meiden achter het raam. De tip klopt en De Cock wordt door Truus vriendelijk ontvangen. Ze kennen elkaar al tientallen jaren en Truus zorgde nooit voor overlast. Ze heeft wel onlangs persoonlijk een student buiten gezet die haar Ella aanvloog. Ella noemde deze Emmanuel Shepherd als mogelijke moordenaar. Zogenaamd een boezemvriend van Alex. Een gluiperd en een viezerik die haar bij de keel greep zodat Truus haar te hulp moest schieten. Want hij betaalt het gevraagde absurd hoge bedrag maar presteerde vervolgens niets. De Cock nodigt Ella uit om aan de Warmoesstraat die avond om half elf om een verklaring te komen afleggen.
De Cock sjokt die avond om negen uur terug naar het bureau. Om 10 uur komen daar Louise van Camerijk en Wim Haverman. Ook broer en zus Kluffert zijn uitgenodigd. De grijze rechercheur is nog onder de indruk van de fosforgroene ogen van Ella. Ook zijn horloge toont hem groen oplichtende wijzertjes op dit uur van de avond. In zijn hoofd rijpt een plan. Hij geeft instructies aan rechercheur Robert Antoine van Dijk. Hij moet alle resterend studenten ophalen in het pand aan de Brouwersgracht. Er mag geen enkele bewoner achterblijven. Bij lastige vragen moet hij maar zeggen dat het om “Doorlichting” gaat. Het studentenhuis moet tijdelijk ontruimd worden. Om 10 uur zijn dan de volgende studenten in de recherchekamer verzameld. Willam Jacob Haverman, Johan van Gelder, Emmanuel Archibald Shepherd, Ernst Kluffert, Hendrik Jan van Marle. Ook de dames Louise van Camerijk en Ria Kluffert zitten naast Robert Antoine van Dijk. Dick Vledder had zonder veel plichtplegingen Ria opgehaald. Ella Rosseling is duidelijk de kleurrijkste van het gezelschap. De Cock kiest deze keer voor een Hercule Poirot-achtige aanpak. Hij heeft alle verdachten bijeen in de recherchekamer en begint de sessie met twee minuten stilte voor de twee overledenen. Hij legt uit dat het studentenhuis op dit moment doorgelicht wordt. De Cock speelt blufpoker met de biologiestudent, door te zeggen dat de moorden zijn gepleegd met parathion, een organische ester van fosforzuur. En datzelfde fosfor is bekend van het verschijnsel van fosforescentie. De Cock wijst op de wijzerplaten van horloges en wekkers. Het studentenhuis wordt nu doorzocht op resten van fosforescentie, de verklikker van de parathion. De Cock weet zelf al wie de moordenaar is, maar wacht slechts op het ondersteunend technisch bewijs, dat hem heel binnenkort per telefoon zal bereiken. Kortom de dader zit klem. De spanning in de groep neemt toe en men beschuldigt elkaar en pleit zichzelf vrij. De Cock zet Ella in en laat haar een klant aanwijzen. Ze wijst naar Shepherd. De Cock wil graag dat ze vertelt hoe het haar met klant Shepherd was vergaan, maar die laat dat niet gebeuren en probeert Ella te vermoorden. Op dat moment gaat de telefoon. De Cock neemt de hoorn op en vraagt daarna Emmanuel Shepherd de moord te bekennen.
De Cock draagt Dick Vledder op de bekentenis van Shepherd vast te leggen en wil naar huis. Maar Robert Antoine houdt hem tegen. Hij wil uitleg. De agent die vriendelijk drie koffie binnenbrengt, is Kraaijenbrink. De Cock zegt hem veel dank verschuldigd te zijn in deze zaak. Want het rapport inzake Alex was echt een goed politierapport. Hij moet tevens de complimenten aan collega De Vries overbrengen, want het lag echt aan de basis van de ontmaskering van de moordenaar. Dick Vledder begrijpt er niets van maar De Cock vraagt naar Alex zijn laatste woorden. Het blijkt om de term: “Raskol” te gaan. Alleen rechercheur De Cock legde een verband met Dostojewski zijn romanfiguur Raskolnikov uit schuld en boete. Shepherd zag zichzelf als Raskolnikov en Alex als de oude geldschieter uit die roman. De Cock geeft aan een verbijsterde Robert Antoine toe dat het doorlichten bluf was. Het ging om de telefoon die op het afgesproken tijdstip moest rinkelen. Op een beschuldiging van Dick Vledder dat iets van de duivel in hem steekt, antwoordt De Cock dat zulks voor eenieder geldt.

## Voetnoot
1. ↑  Hoewel rechercheur De Cock vaak vrijwillig ’s avonds na 23.00 uur doorwerkt, houdt hij er niet van midden in de nacht uit zijn slaap te worden gebeld.
2. ↑  De auteur gebruikt meestal een niet-bestaand huisnummer.